# 久米直子
久米 直子（くめ なおこ、1963年4月29日 - ）は、日本の元競泳選手。東京都出身。1980年モスクワオリンピック・1984年ロサンゼルスオリンピック日本代表。50m・100m・200mバタフライの元日本記録保持者。

## 経歴
女子美術大学付属中学1年時に、全国中学校体育大会の100mバタフライで優勝した。
1978年のアジア競技大会では100mバタフライ・200mバタフライともに銀メダルを獲得した。1979年に代々木オリンピックプールで行われた第1回ワールドカップで100mバタフライ・200mバタフライの2種目で日本新記録を樹立した。
1980年のモスクワオリンピック最終選考会でも100m・200mバタフライの2種目で日本記録を更新。ボイコットでオリンピック出場は果たせなかったが、カナダとハワイで行われた国際招待試合で200mバタフライの日本記録を2度更新し、日本選手権でも200mバタフライの日本記録を更新した。このときの2分11秒96という記録は8年後に高橋清美に破られるまで日本記録を維持し続けた。
1982年の世界水泳選手権では100mバタフライ・200mバタフライでともに4位入賞を果たす。
1984年のロサンゼルスオリンピックでは200mバタフライで6位入賞を果たす。400mメドレーリレーで決勝進出したが、決勝で失格となった。
日本選手権では100mバタフライで5度の優勝を果たした。これは青山綾里と並んで歴代1位タイ。200mバタフライでも5度の優勝を果たした。これは中西悠子・星奈津美に次ぐ歴代3位の記録である。